# Chantal Chaudé de Silans
Chantal Chaudé de Silans (Versailles, 9 marzo 1912 – Grasse, 6 settembre 2001) è stata una scacchista francese.

## Biografia
Imparò gli scacchi all'età di nove anni e nel 1932 partecipò al suo primo campionato francese femminile. Nel 1936, all'età di 17 anni, lo vinse. Nel 1939 si sposò con Bernard Chaudé.
Nel 1949-50 rappresentò la Francia a Mosca nel torneo che avrebbe designato la nuova campionessa del mondo femminile dopo la scomparsa di Vera Menchik. In testa alla classifica per buona parte del torneo, perdette le ultime partite, terminando pari quinta su 16 concorrenti. Prese parte anche ai campionati del mondo femminili del 1952, 1955 e 1961, classificandosi a metà classifica.
Nel 1950 partecipò alle Olimpiadi di Dubrovnik con la nazionale francese maschile, prima donna a partecipare ad una olimpiade maschile. È stata anche la prima donna a partecipare al Campionato francese (maschile) nel 1947. Nel 1951 si classificò pari terza, ad oggi il miglior risultato di una donna nel campionato francese.
Nel 1970 diventò presidente del Paris Caïssa chess club, mantenendo la carica per oltre trent'anni. In quel periodo il club formò diversi giovani che sarebbero diventati Grandi Maestri, tra cui Joël Lautier.
La FIDE le assegnò il titolo di Maestro internazionale femminile nel 1950, anno di istituzione del titolo. In seguito le venne assegnato il titolo (Honoris causa) di Grande Maestro Femminile.